# Mesothelae
Mesothelae са подразред паяци, който включва само едно живо семейство Liphistiidae и две изчезнали семейства – Arthrolycosidae и Arthromygalidae. За разлика от всички останали паяци, представителите на този подразред не разполагат с отровни жлези и канали. Въпреки това, според последни проучвания някои от видовете на този подразред вероятно имат такива. Всички Mesothelae имат по четири двойки паяжинни брадавици и два броя книжни бели дробове.

## Разпространение
Паяците от семейство Liphistiinae са разпространени в Мианмар, Тайланд, Малайския полуостров, Суматра, Виетнам, източните провинции на Китай и южните части на Япония.